# Дем'єн Райс
Дем'єн Райс (англ. Damien Rice; нар. 7 грудня 1973, Кілдейр, Ірландія) — ірландський автор-виконавець пісень. Виступає у жанрах фольк, Фольк-рок та Інді-рок.

## Біографія

### Рання кар'єра
Райс був учасником рок-гурту Juniper. Випустивши в Ірландії сингли «The World Is Dead» і «Weatherman», група збиралася записати свій перший альбом. Проте, посварившись з лейблом, Райс покинув групу і зайнявся сольною кар'єрою. Пізніше Juniper змінила назву на Bell X1.
Після виходу з груту, Дем'єн вирушив до Італії і мандрував Європою, доки не зібрав достатньо грошей, аби відновити концертну діяльність у Ірландії. На батьківщині Райс сформував новий гурт, постійними членами якого стали віолончелістка Вів'єн Лонг, перкусіоніст Том Осандер і басист Шейн Фітцсімонс. Другою вокалісткою стала Ліза Хенніган.
Та Хенніган, Фітцсімонс і Осандер покинули гурт у 2007-му. 

### Широкий успіх
Завдяки своєму родичу, продюсеру Девіду Арнольду, Райс зміг записати дебютний альбом "O", випущений у 2003-му. "O" присвячений ірландському музикантові Міку Крістоферу. Альбом мав великий успіх і здобув Shortlist Music Prize.
Пізніше, на хвилі комерційного успіху альбому "O" у Ірландії та у всьому світі, Райс випускає другий студійний альбом "9". 
Альбом був записаний у 2004—2005 роках, та випущений вже у 2006 році, 3 листопада у Ірландії, 6 листопада в Європі та 14 листопада у Північній Америці.
Також Дем'єн Райс записав одну зі старих пісень Juniper, «Cross-eyed Bear» для одного з благодійних альбомів War Child.

### У популярній культурі
Пісні Райса звучать у саундтреках багатьох фільмів та серіалів.
- «The Blower’s Daughter» — у фільмі Близькість і телесеріалі Кістки.
- «Cold Water» — у фільмах Дівчина з кафе, Я — Девід, Залишся, Маленькі секрети та в телесеріалі Швидка допомога.
- «Cannonball» — у фільмі В хорошій компанії і телесеріалах Чужа сім'я, Spring Waltz и Кістки
- «Delicate» — в телесеріалах Загублені, Шпигунка, Доктор Хаус, Неприкаяні, Покидьки і у фільмі Дорогий Френкі.
- «Older Chests» — в телесеріалі Єрихон.
- «9 Crimes» — в телесеріалах «Анатомія Грей», Реальна кров, Єрихон і у фільмі Шрек Третій.
- «Grey Room» — в телесеріалах Школа виживання та Доктор Хаус.

## Дискографія

### Альбоми
- O (2002)
- 9 (2006)
- My Favourite Faded Fantasy (2014)

### СМініальбоми
- B-Sides (2004)

### Live-альбоми
- Live at Fingerprints Warts & All (2007)
- Live from the Union Chapel (2007)

### Сингли
- 2001	«The Blower’s Daughter»
- 2002	«Cannonball»
- 2002	«Volcano»
- 2003	«Woman Like a Man»
- 2004	«Moody Mooday/Lonelily» (лише вініл)
- 2004	«Lonely Soldier»
- 2004	«Cannonball (ремікс)»
- 2004	«The Blower’s Daughter (перевидання)»
- 2005	«Volcano (перевидання)»
- 2005	«Unplayed Piano»
- 2006	«9 Crimes»
- 2007	«Rootless Tree»
- 2007	«Dogs»